# Едличе
Едличе (пол. Jedlicze)  —  город  в Польше, входит в Подкарпатское воеводство,  Кросненский повят.  Имеет статус городско-сельской гмины. Занимает площадь 10,6 км². Население — 5745 человек (на 2005 год).